# J. J. Miller
James Junior « J. J. » Miller, né le 23 août 1979 à Chinquapin, en Caroline du Nord, est un joueur américain de basket-ball. Il évolue au poste de meneur. 